# Meinweg mit Ritzroder Dünen
Meinweg mit Ritzroder Dünen este o arie protejată (arie specială de conservare — SAC, sit de importanță comunitară — SCI) din Germania întinsă pe o suprafață de 188,38 ha, integral pe uscat.

## Localizare
Centrul sitului Meinweg mit Ritzroder Dünen este situat la coordonatele 51°10′33″N 6°10′12″E / 51.1758°N 6.17°E.

## Înființare
Situl Meinweg mit Ritzroder Dünen a fost declarat sit de importanță comunitară în octombrie 2000 pentru a proteja un număr necunoscut de specii din flora spontană și fauna sălbatică aflate în arealul zonei. Situl a fost protejat și ca arie specială de conservare în august 2005.

## Biodiversitate
Situată în ecoregiunea atlantică, aria protejată conține 4 habitate naturale: Lacuri și iazuri distrofice naturale, Mlaștini turboase de tranziție și turbării mișcătoare, Păduri de fag Luzulo-Fagetum, Păduri acidofile de stejar bătrân cu Quercus robur pe câmpii nisipoase.
La baza desemnării sitului se află un număr nedeclarat de specii protejate.